# Qatar ExxonMobil Open
El torneig de Doha, també conegut com a Qatar ExxonMobil Open és un torneig professional de tennis que es disputa sobre pista dura. Actualment pertany a les sèries ATP World Tour 250 del circuit ATP masculí i se celebra al Khalifa International Tennis Complex de Doha, Qatar, a principis d'any.

## Palmarès

### Individual masculí
| Any                      | Campió                    | Finalista             | Resultat                 |
| ------------------------ | ------------------------- | --------------------- | ------------------------ |
| ATP Tour 500             |                           |                       |                          |
| 2025                     | Andrei Rubliov (2)        | Jack Draper           | 7−5, 5−7, 6−1            |
| ATP Tour 250             |                           |                       |                          |
| 2024                     | Karén Khatxànov           | Jakub Menšík          | 7−6(12), 6−4             |
| 2023                     | Daniïl Medvédev           | Andy Murray           | 6−4, 6−4                 |
| 2022                     | Roberto Bautista Agut (2) | Níkoloz Bassilaixvili | 6−3, 6−4                 |
| 2021                     | Níkoloz Bassilaixvili     | Roberto Bautista Agut | 7−6(5), 6−2              |
| 2020                     | Andrei Rubliov            | Corentin Moutet       | 6−2, 7−6(3)              |
| 2019                     | Roberto Bautista Agut     | Tomáš Berdych         | 6−4, 3−6, 6−3            |
| 2018                     | Gaël Monfils              | Andrei Rubliov        | 6−2, 6−3                 |
| 2017                     | Novak Đoković (2)         | Andy Murray           | 6−3, 5−7, 6−4            |
| 2016                     | Novak Đoković             | Rafael Nadal          | 6−1, 6−2                 |
| 2015                     | David Ferrer              | Tomáš Berdych         | 6−4, 7−5                 |
| 2014                     | Rafael Nadal              | Gaël Monfils          | 6−1, 6−7(5), 6−2         |
| 2013                     | Richard Gasquet           | Nikolai Davidenko     | 3−6, 7−6(4), 6−3         |
| 2012                     | Jo-Wilfried Tsonga        | Gaël Monfils          | 7−5, 6−3                 |
| 2011                     | Roger Federer (3)         | Nikolai Davidenko     | 6−3, 6−4                 |
| 2010                     | Nikolai Davidenko         | Rafael Nadal          | 0−6, 7−6(8), 6−4         |
| 2009                     | Andy Murray (2)           | Andy Roddick          | 6−4, 6−2                 |
| ATP International Series |                           |                       |                          |
| 2008                     | Andy Murray               | Stanislas Wawrinka    | 6−4, 4−6, 6−2            |
| 2007                     | Ivan Ljubičić             | Andy Murray           | 6−4, 6−4                 |
| 2006                     | Roger Federer             | Gaël Monfils          | 6−3, 7−6(5)              |
| 2005                     | Roger Federer             | Ivan Ljubičić         | 6−3, 6−1                 |
| 2004                     | Nicolas Escude            | Ivan Ljubičić         | 6−3, 7−6(4)              |
| 2003                     | Stefan Koubek             | Jan Michael Gambill   | 6−4, 6−4                 |
| 2002                     | Younes El Aynaoui         | Fèlix Mantilla        | 4−6, 6−2, 6−2            |
| 2001                     | Marcelo Ríos              | Bohdan Ulihrach       | 6−3, 2−6, 6−3            |
| 2000                     | Fabrice Santoro           | Rainer Schüttler      | 3−6, 7−5, 3−0 i retirada |
| 1999                     | Rainer Schüttler          | Tim Henman            | 6–4, 5–7, 6–1            |
| 1998                     | Petr Korda                | Fabrice Santoro       | 6−0, 6−3                 |
| 1997                     | Jim Courier               | Tim Henman            | 7−5, 6−7(5), 6−2         |
| 1996                     | Petr Korda                | Younes El Aynaoui     | 7−6(5), 2−6, 7−6(5)      |
| 1995                     | Stefan Edberg (2)         | Magnus Larsson        | 7−6(4), 6−1              |
| 1994                     | Stefan Edberg             | Paul Haarhuis         | 6−3, 6−2                 |
| 1993                     | Boris Becker              | Goran Ivanišević      | 7−6(4), 4−6, 7−5         |

### Dobles masculins
| Any                      | Campions                               | Finalistes                                 | Resultat            |
| ------------------------ | -------------------------------------- | ------------------------------------------ | ------------------- |
| ATP Tour 500             |                                        |                                            |                     |
| 2025                     | Julian Cash Lloyd Glasspool            | Joe Salisbury Neal Skupski                 | 6−3, 6−2            |
| ATP Tour 250             |                                        |                                            |                     |
| 2024                     | Jamie Murray Michael Venus             | Lorenzo Musetti Lorenzo Sonego             | 7−6(0), 2−6, [10−8] |
| 2023                     | Rohan Bopanna Matthew Ebden            | Constant Lestienne Botic van de Zandschulp | 6−7(5), 6−4, [10−6] |
| 2022                     | Wesley Koolhof Neal Skupski            | Rohan Bopanna Denis Shapovalov             | 7−6(4), 6−1         |
| 2021                     | Aslan Karatsev Andrei Rubliov          | Marcus Daniell Philipp Oswald              | 7−5, 6−4            |
| 2020                     | Rohan Bopanna Wesley Koolhof           | Luke Bambridge Santiago González           | 3−6, 6−2, [10−6]    |
| 2019                     | David Goffin Pierre-Hugues Herbert     | Robin Haase Matwé Middelkoop               | 5−7, 6−4, [10−4]    |
| 2018                     | Oliver Marach Mate Pavić               | Jamie Murray Bruno Soares                  | 6−2, 7−6(6)         |
| 2017                     | Jérémy Chardy Fabrice Martin           | Vasek Pospisil Radek Štěpánek              | 6−4, 7−6(3)         |
| 2016                     | Feliciano López Marc López             | Philipp Petzschner Alexander Peya          | 6−4, 6−3            |
| 2015                     | Juan Mónaco Rafael Nadal               | Julian Knowle Philipp Oswald               | 6−3, 6−4            |
| 2014                     | Tomáš Berdych Jan Hájek                | Alexander Peya Bruno Soares                | 6−2, 6−4            |
| 2013                     | Christopher Kas Philipp Kohlschreiber  | Julian Knowle Filip Polášek                | 7−5, 6−4            |
| 2012                     | Filip Polášek Lukáš Rosol              | Christopher Kas Philipp Kohlschreiber      | 6−3, 6−4            |
| 2011                     | Marc López Rafael Nadal (2)            | Daniele Bracciali Andreas Seppi            | 6−3, 7−6(4)         |
| 2010                     | Guillermo García López Albert Montañés | František Čermák Michal Mertiňák           | 6−4, 7−5            |
| 2009                     | Marc López Rafael Nadal                | Daniel Nestor Nenad Zimonjić               | 4−6, 6−4, 10−8      |
| ATP International Series |                                        |                                            |                     |
| 2008                     | Philipp Kohlschreiber David Skoch      | Jeff Coetzee Wesley Moodie                 | 6−4, 4−6, 11−9      |
| 2007                     | Nenad Zimonjić Mikhaïl Iujni           | Martin Damm Leander Paes                   | 6−1, 7−6(3)         |
| 2006                     | Jonas Bjorkman Max Mirnyi              | Christophe Rochus Olivier Rochus           | 2−6, 6−3, 10−8      |
| 2005                     | Albert Costa Rafael Nadal              | Andrei Pavel Mikhaïl Iujni                 | 6−3, 4−6, 6−3       |
| 2004                     | Martin Damm Cyril Suk (2)              | Stefan Koubek Andy Roddick                 | 6−2, 6−4            |
| 2003                     | Martin Damm Cyril Suk                  | Mark Knowles Daniel Nestor                 | 6−4, 7−6(8)         |
| 2002                     | Donald Johnson Jared Palmer            | Jiri Novak David Rikl                      | 6−3, 7−6(5)         |
| 2001                     | Mark Knowles Daniel Nestor             | Joan Balcells Andrei Olkhovski             | 6−3, 6−1            |
| 2000                     | Mark Knowles Max Mirnyi                | Alex O'Brien Jared Palmer                  | 6−3, 6−4            |
| 1999                     | Alex O'Brien Jared Palmer              | Piet Norval Kevin Ullyett                  | 6−3, 6−4            |
| 1998                     | Mahesh Bhupathi Leander Paes           | Olivier Delaitre Fabrice Santoro           | 6−4, 3−6, 6−4       |
| 1997                     | Jacco Eltingh Paul Haarhuis            | Patrik Fredriksson Magnus Norman           | 6−3, 6−2            |
| 1996                     | Mark Knowles Daniel Nestor             | Jacco Eltingh Paul Haarhuis                | 7−6, 6−3            |
| 1995                     | Stefan Edberg Magnus Larsson           | Andrei Olkhovski Jan Siemerink             | 7−6, 6−2            |
| 1994                     | Olivier Delaitre Stephane Simian       | Shelby Cannon Byron Talbot                 | 6−3, 6−3            |
| 1993                     | Boris Becker Patrik Kuhnen             | Shelby Cannon Scott Melville               | 6−2, 6−4            |